# Joseph Chennoth

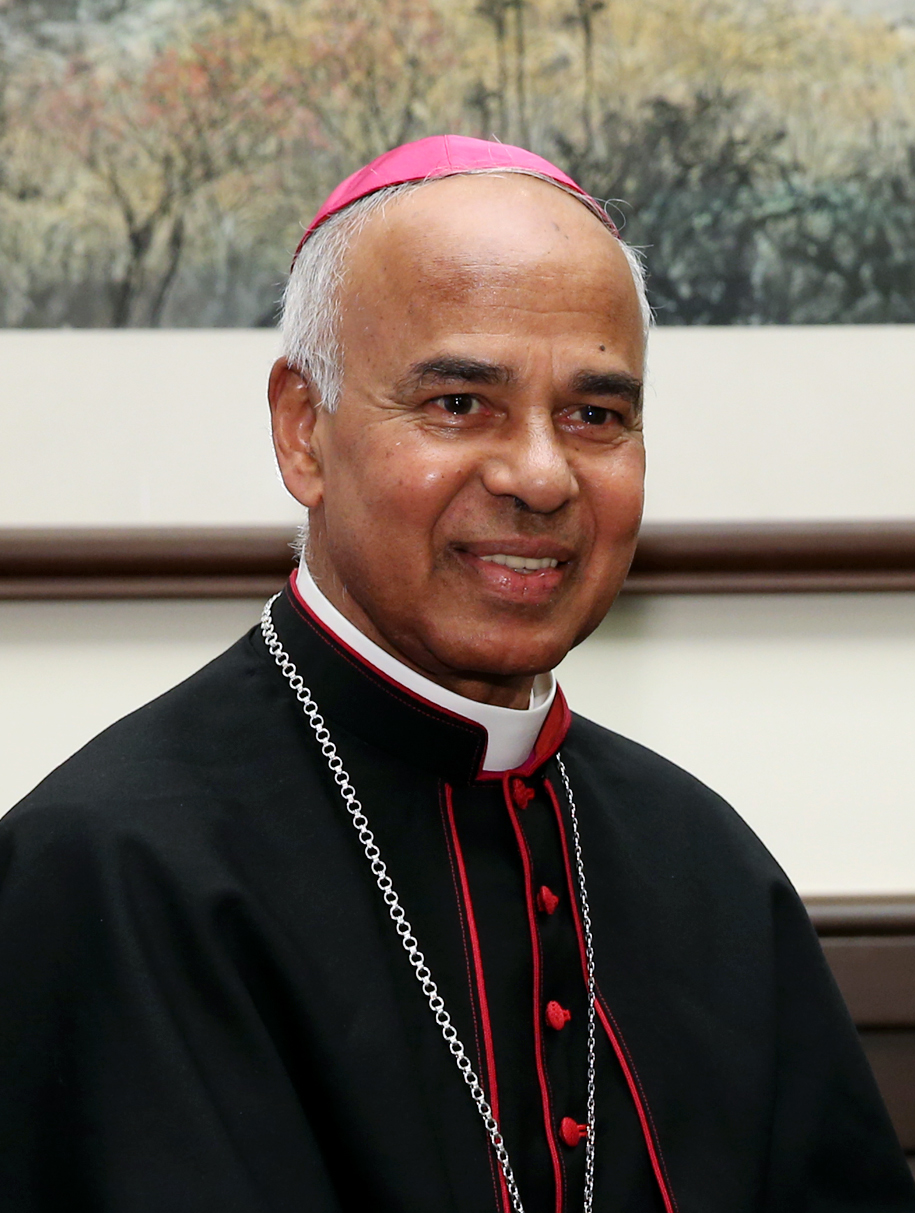
Erzbischof Joseph Chennoth (2016)

Joseph Chennoth (* 13. Oktober 1943 in Kockamangalam; † 8. September 2020 in Tokio) war ein indischer Geistlicher, römisch-katholischer Erzbischof und Diplomat des Heiligen Stuhls.

## Leben
Joseph Chennoth, eines von acht Kindern einer Bauernfamilie, trat 1960 in das Seminar ein und studierte Philosophie am Alwaye Major Seminary. Antony Kardinal Padiyara, der damalige Erzbischof von Ernakulam, schickte ihn zu weiteren Studien an die Päpstliche Universität Urbaniana in Rom. Chennoth empfing am 4. Mai 1969 in Österreich durch den Bischof von Tainan, Paul Ch’eng Shih-kuang die Priesterweihe. Er beendete anschließend sein Doktoratsstudium in kanonischen Recht in Rom. Er war danach in der Seelsorge tätig in Koratty, Komattam und der Basilika in Ernakulam. Er war Privatsekretär von Joseph Kardinal Parecattil, dem Erzbischof von Ernakulam der syro-malabarischen Kirche.
Chennoth studierte auch Chinesisch, Französisch, Deutsch, Italienisch, Latein und Spanisch, was ihm als Diplomat des Vatikans half. Ihm wurde zugeschrieben, Papst Johannes Paul II. während des ersten Indienbesuchs des Papstes im Februar 1986 in Malayalam unterrichtet zu haben. Er hatte den Papst während seines zehntägigen Besuchs ab Neu-Delhi begleitet.
Papst Johannes Paul II. ernannte ihn am 24. August 1999 zum Titularerzbischof pro hac vice von Milevum und Apostolischen Nuntius in Tschad und der Zentralafrikanischen Republik. Die Bischofsweihe spendete ihm Kardinalstaatssekretär Angelo Sodano am 30. Oktober desselben Jahres; Mitkonsekratoren waren Varkey Vithayathil CSsR, Apostolischer Administrator von Ernakulam-Angamaly, und Jean-Louis Pierre Tauran, Sekretär der Sektion für die Beziehungen mit den Staaten des Staatssekretariats.
Chennoths war drei Jahre lang als Diplomat des Vatikans in der Türkei und zwei Jahre in der Kurie des Vatikans tätig, bevor er drei Jahre lang nach Belgien, Luxemburg und in die Europäische Union ging. 1990 wurde er Berater in der Nuntiatur in Spanien. Nach drei Jahren war er bis 1995 als Berater in Schweden, Dänemark, Norwegen, Finnland und Island tätig. Von 1995 bis 1999 war er zudem Geschäftsträger (Chargé d’affaires) in Taiwan.
Er war Apostolischer Nuntius in der Zentralafrikanischen Republik und im Tschad (1999–2005) sowie in Tansania (2005–2011). Am 15. August 2011 wurde er durch Papst Benedikt XVI. zum Apostolischen Nuntius in Japan ernannt.
Joseph Chennoth starb an den Folgen eines Herzinfarkts in Tokio.